# يحيى اليزيدي
أبو محمد يحيى بن المبارك اليزيدي الأموي (138 - 202 هـ = 755 - 818 م)، ولد في البصرة سنة مئة وثمانية وثلاثين هـ، وسكن بغداد وقدم مكة وحدث بها.
أخذ العربية عن أبي عمرو بن العلاء وابن إسحاق الحضرمي. وأخذ اللغة والعروض عن الخليل بن أحمد. وقال ابن النديم: أكثرت السؤال عن اليزيدي ومحله من الصدق ومنزلته من الثقة، فقالوا: ثقة صدوق لا يدفع عن سماع ولا يرغب عنه شيء غير ما يتوهم عليه في الميل إلى المعتزلة. وهو أحد القراء الفصحاء العالمين بلغات العرب والنحو، وكان صدوقاً وله التصانيف الحسنة والنظم الجيد, وشعره مدون

## تلاميذه
وروي عنه القراءة أولاده الخمسة وابن ابنه وغيرهم من أهل العلم، ومن أولئك أبو شعيب السوسي وروى عنه الحروف أبو عبيد القاسم بن سلام.

## ومن مصنفاته
كتاب النوادر في اللغة وكتاب المقصور والممدود وكتاب النقط والشكل وكتاب المختصر في النحو وكتاب مناقب بني العباس.

## وفاته
توفي اليزيدي سنة اثنتين ومئتين للهجرة، وله أربع وسبعون سنة.

## فهرس المراجع والمؤلفين
1. ابن خلكان: أبو العباس، شمس الدين أحمد بن أبي بكر 681 هـ وفيات الأعيان وأنباء أبناء الزمان د. إحسان عباس، درا الثقافة، بيروت.
2. ياقوت الحموي: أبو عبد الله، ياقوت بن عبد الله الرومي 626 هـ معجم الأدباء، دار الكتب العلمية، بيروت ج 5.
3. السيوطي: جلال الدين بن عبد الرحمن، بغية الوعاه في طبقات اللغويين والنحاة، محمد أبو الفضل إبراهيم، دار الفكر ط2 1979 ج 2.
4. الزركلي: خير الدين، الأعلام، دار العلم للملايين، بيروت ج 8
5. الجزري: شمس الدين، أبو الخير بن محمد 838 هـ، غاية النهاية في طبقات القراء، دار الكتب العلمية، بيروت ج 8.
6. أبن العماد: شهاب الدين أبو الفلاح عبد الحي بن احمد بن محمد العكري الدمشقي 1089 هـ، شذرات الذهب عبد الرحمن الأرناؤوط، محمد الأرناؤوط، دار أبن كثير، دمشق، بيروت ج 3.
7. عمر رضى كحالة: معجم المؤلفين، دار إحياء التراث العربي، بيروت ج 13.